# Castell de Warkworth
El Castell de Warkworth és un castell situat al poblet de Warkworth al comtat de Northumberland, Anglaterra prop de la costa nord-est. És un edifici amb protecció de grau I.

## Història
Els normands van construir el castell una mica després de la seva conquesta d'Anglaterra. La construcció va ser del tipus, motte i bailey (un terraplè amb muralles de fusta). Als segles XV i XVI el van reconstruir amb gres i van afegir una torre d'homenatge.
L'any 1332, el rei va cedir el castell a la família Percy, Comtes de Northumberland. Els Percy van tenir el castell durant molts segles, però moltes vegades es van embullar en complots i rebel·lions contra la monarquia i al final van perdre tota la seva propietat. L'any 1403, durant una rebel·lió contra el rei, Enric IV, un exèrcit real va agafar el castell i va quedar en possessió de la corona fins que Enric V el va retornar a la família Percy. Una altra vegada la família va perdre el castell durant la Guerra de les Dues Roses i per una temporada va quedar als mans de la família Neville, un altre família de comtes de la regió. Va ser retornat a la família Percy una altra vegada l'any 1470. L'any 1558 els Percy es van ajuntar amb un alçament de comtes catòlics contra la reina, Isabel I. L'any 1572 van executar a Thomas Percy, Comte de Northumberland i servidors reials van saquejar el castell. Després d'aquest esdeveniment, el castell es va enfonsar i va rebre més danys durant la Guerra civil anglesa a les mans de les forces parlamentàries.
El castell va quedar en ruïnes fins a mitjans del segle xix, quan Hugh Percy, Comte de Northumberland, va fer treballs de renovació. L'any 1922 Alan Percy, Comte de Northumberland, va donar el castell al govern britànic. L'any 1983 el govern va crear una corporació estatal anomenat English Heritage (herència anglesa) per guardar i mantenir els monuments importants d'Anglaterra. Ara el Castell de Warkworth és responsabilitat d'aquesta corporació.
El castell consisteix en tres seccions: un pati exterior de forma quadrada, un pati interior de forma triangular i una torre d'homenatge situada sobre un terraplè dins del pati interior. El castell és obert a visitants.